# Fléville-Lixières
Fléville-Lixières település Franciaországban, Meurthe-et-Moselle megyében. Lakosainak száma 300 fő (2022. január 1.). Fléville-Lixières Anoux, Béchamps, Gondrecourt-Aix, Lantéfontaine, Lubey, Mouaville, Norroy-le-Sec, Ozerailles és Thumeréville községekkel határos.

## Népesség
A település népességének változása:
| Lakosok száma | 208  | 221  | 252  | 239  | 294  | 307  | 320  | 309  | 303  | 300  |
|               | 1968 | 1982 | 1990 | 2006 | 2013 | 2015 | 2017 | 2019 | 2020 | 2022 |